# General Levalle
General Levalle is een plaats in het Argentijnse bestuurlijke gebied Pte. Roque Sáenz Peña in de provincie Córdoba. De plaats telt 5.492 inwoners.